# Eriogonum anemophilum
Eriogonum anemophilum är en slideväxtart som beskrevs av Edward Lee Greene. Eriogonum anemophilum ingår i släktet Eriogonum och familjen slideväxter. Inga underarter finns listade i Catalogue of Life.